# Piper internibaccum
Piper internibaccum är en pepparväxtart som beskrevs av C. Dc.. Piper internibaccum ingår i släktet Piper och familjen pepparväxter. Inga underarter finns listade i Catalogue of Life.